# Saorge
 Saorge  (en italiano Saorgio) es una población y comuna francesa, en la región de Provenza-Alpes-Costa Azul, departamento de Alpes Marítimos, en el distrito de Niza y cantón de Breil-sur-Roya.

## Demografía
| 520 | 508 | 330 | 322 | 362 | 396 |
| Para los censos de 1962 a 1999 la población legal corresponde a la población sin duplicidades (Fuente: INSEE [Consultar]) |     |     |     |     |     |